# Даниленко, Татьяна Владимировна
Татьяна Владимировна Даниленко (укр. Тетяна Володимирівна Даниленко; род. 30 октября 1983, Житомир) — украинская телевизионная журналистка.

## Биография
Родилась 30 октября 1983 года в Житомире, УССР, в семье советского украинского писателя Владимира Даниленко и преподавательницы украинского языка.
С 16 лет начала публиковаться в газете «Украинское слово».
В 2001 году переехала с семьёй в Киев и поступила Институт журналистики Киевского национального университета имени Тараса Шевченко на специальность журналист. В 2002 году на втором курсе начала работать корреспонденткой программы «Вікна-столиця» на телеканале СТБ, где осталась до 2004 года.
С весны 2004 года начала работу в качестве парламентского корреспондента на «5 канале». С 2006 года стала ведущей программы «Час новин», а с 2009 года начала вести программу «Час: підсумки тижня». С 2013 года начала вести программу «Час: підсумки дня».
С 23 по 25 августа 2011 года вместе с Павлом Кужеевым провела телемарафон «Украинская независимость» на «5 канале», посвящённый 20-летней годовщине провозглашения Украиной независимости. Мероприятие продлилось 52 часа. Благодаря этому попала в книгу рекордов Гиннеса и рекордов Украины как ведущая самого длинного в истории телешоу.
С 2013 года начала также работать на Hromadske.tv. С марта 2018 по апрель 2020 года — ведущая на Радио НВ.
С марта 2018 по июнь 2019 года - ведущая программы "Игра с огнём" на телеканале ZIK. Покинула телеканал после его покупки бизнес-партнёром и политическим соратником Виктора Медведчука Тарасом Козаком, в 2018 году уже купившем телеканалы 112 Украина и NewsOne. Новое руководство телеканала не повторило и не выложило на YouTube последний выпуск её программу, где обсуждалась смена руководства ZIK (позицию нового владельца в эфире отстаивали два сотрудника NewsOne: Василий Голованов и Василий Апасов).
2 мая 2020 года вместе с бывшими коллегами по ZIK запустила посвящённый социально-политической тематике YouTube канал "Даниленко.", также являлась ведущим программы "Идеология" на телеканале Obozrevatel.
С 15 апреля 2021 года - ведущая программы "Постатi" на 4 канале.
С августа 2024 года - журналистка интернет-издания "Украинская правда".

## Личная жизнь
10 апреля 2008 года родила дочь Кристину от политика Владислава Каськива, с которым встречалась с 2007 по 2008 год. В 2011 году Даниленко охарактеризовала помощь Каськива дочери как «символическую»: «это не те средства, на которые ребёнок живёт, — питается, одевается. Нас связывает только справка для выезда Кристины за границу и её фамилия».

## Награды
В 2008 году получила почётную грамоту Национального совета Украины по вопросам телевидения и радиовещания.
В 2011 году получила премию «Женщина III тысячелетия».